# Јулијан Далматски
Свети мученик Јулијан Далматски.је хришћански светитељ и мученик.
Православна црква прославља светог Јулијана 28. јула (10. авгиста). 
Живео је и страдао у време цара Антонина. Пореклом из Далмације, прешао је у Кампанију Италијанску. Још као млад се крстио и био предан хришћанству. У време прогонона хришћана ухваћен је и бездушно тучен од стране Антонинове војске.Бацили су га у неки ров, где је 7 дана провео без хране и воде. Но јавио му се ангђео Божји, доносио небесну храну. Пошто је изведен на суд и остао тврд и непоколебив у вери. Видећи његову храброст и непоколебљивост у вери, 30 људи је примило хришћанство. Након што је осуђен на смрт, свети Јулијан је клекао и уздигао молитву Богу, благодарећи му за свој мученички подвиг и молећи Га, да се смилује свима онима који буду поштовали његов спомен. Убијен је тако што је посечен секиром.